# Chefs-d'œuvre du Patrimoine oral et immatériel de la Fédération Wallonie-Bruxelles
Cet article reprend l'inventaire officiel des Chefs-d’œuvre du Patrimoine oral et immatériel de la Fédération Wallonie-Bruxelles  octroyé dans le cadre du décret du 11 juillet 2002 relatif aux biens culturels mobiliers et au patrimoine immatériel de la Communauté française de Belgique ou Fédération Wallonie-Bruxelles de Belgique.

## Statistiques
En 2025, la Fédération Wallonie-Bruxelles compte 48 éléments inscrits à l'inventaire des chefs-d’œuvre du Patrimoine oral et immatériel. Parmi ceux-ci, 11 sont aussi repris sur la liste du patrimoine culturel immatériel de l'humanité en Belgique (UNESCO), la ducasse d'Ath ayant été retirée en 2022.

## Liste
Les éléments suivants reprennent les Chefs-d’œuvre du Patrimoine oral et immatériel de la Fédération Wallonie-Bruxelles :
|    | Élément                                                         | Type                                                         | Lieu                                                                                    | Année (présumée) de création | Année de reconnaissance FWB | Lien     | Autres reconnaissances                                             | Illustration. |
| -- | --------------------------------------------------------------- | ------------------------------------------------------------ | --------------------------------------------------------------------------------------- | ---------------------------- | --------------------------- | -------- | ------------------------------------------------------------------ | ------------- |
| 1  | Le carnaval de Binche                                           | pratiques sociales, rituels et événements festifs            | Binche Province de Hainaut                                                              | 1394                         | 2004                        | Recon.1  | 2008 Patrimoine culturel immatériel de l'humanité                  |               |
| 2  | Le carnaval de Malmedy ou Cwarmê                                | pratiques sociales, rituels et événements festifs            | Malmedy Province de Liège                                                               | 1459                         | 2004                        | Recon.2  |                                                                    |               |
| 3  | Les marches de l'Entre-Sambre-et-Meuse (~130 marches recensées) | pratiques sociales, rituels et événements festifs            | Entre-Sambre-et-Meuse Province de Hainaut Province de Namur                             |                              | 2004                        | Recon.3  | 2012 Patrimoine culturel immatériel de l'humanité pour 15 marches. |               |
| 4  | Le tour Sainte-Gertrude                                         | pratiques sociales, rituels et événements festifs            | Nivelles Province du Brabant wallon                                                     | 1276                         | 2004                        | Recon.9  |                                                                    |               |
| 5  | Les joutes sur échasses de Namur                                | pratiques sociales, rituels et événements festifs            | Namur Province de Namur                                                                 | 1411                         | 2004                        | Recon.10 | 2021 Patrimoine culturel immatériel de l'humanité                  |               |
| 6  | La Royale Moncrabeau                                            | pratiques sociales, rituels et événements festifs            | Namur Province de Namur                                                                 | 1843                         | 2004                        | Recon.11 |                                                                    |               |
| 7  | La société royale des Arbalétriers visétois                     | pratiques sociales, rituels et événements festifs            | Visé Province de Liège                                                                  | 1310                         | 2004                        | Recon.12 |                                                                    |               |
| 8  | La ducasse d'Ath                                                | pratiques sociales, rituels et événements festifs            | Ath Province de Hainaut                                                                 | 1399                         | 2004                        | Recon.13 | 2008 à 2022 Patrimoine culturel immatériel de l'humanité           |               |
| 9  | Le Meyboom                                                      | pratiques sociales, rituels et événements festifs            | Bruxelles Région de Bruxelles-Capitale                                                  | 1308                         | 2005                        | Recon.14 | 2008 Patrimoine culturel immatériel de l'humanité                  |               |
| 10 | La ducasse de Mons                                              | pratiques sociales, rituels et événements festifs            | Mons Province de Hainaut                                                                | 1248                         | 2004                        | Recon.15 | 2008 Patrimoine culturel immatériel de l'humanité                  |               |
| 11 | La compagnie royale des Anciens Arquebusiers de Visé            | pratiques sociales, rituels et événements festifs            | Visé Province de Liège                                                                  | 1579                         | 2005                        | Recon.16 |                                                                    |               |
| 12 | Le tour Sainte-Renelde                                          | pratiques sociales, rituels et événements festifs            | Saintes (Tubize) Province du Brabant wallon                                             | 1451                         | 2005                        | Recon.17 |                                                                    |               |
| 13 | L'art de la fauconnerie                                         | connaissances et pratiques concernant la nature et l’univers |                                                                                         |                              | 2009                        | Recon.18 | 2016 Patrimoine culturel immatériel de l'humanité                  |               |
| 14 | La ducasse de Messines                                          | pratiques sociales, rituels et événements festifs            | Mons Province de Hainaut                                                                | 1620                         | 2010                        | Recon.19 |                                                                    |               |
| 15 | Le Chaudeau de Bois-d'Haine ou Caudia                           | pratiques sociales, rituels et événements festifs            | Bois-d'Haine (Manage) Province de Hainaut                                               | 1411                         | 2010                        | Recon.20 |                                                                    |               |
| 16 | La compagnie royale des Francs-Arquebusiers de Visé             | pratiques sociales, rituels et événements festifs            | Visé Province de Liège                                                                  | 1579/1909                    | 2010                        | Recon.21 |                                                                    |               |
| 17 | L'Ommegang de Bruxelles                                         | pratiques sociales, rituels et événements festifs            | Bruxelles Région de Bruxelles-Capitale                                                  | 1348                         | 2011                        | Recon.31 | 2019 Patrimoine culturel immatériel de l'humanité                  |               |
| 18 | Le Royal Climbia's Club                                         | pratiques sociales, rituels et événements festifs            | Lodelinsart (Charleroi) Province de Hainaut                                             | 1893                         | 2011                        | Recon.32 |                                                                    |               |
| 19 | Le carnaval des Hoûres                                          | pratiques sociales, rituels et événements festifs            | Eben-Emael (Bassenge) Province de Liège                                                 |                              | 2011                        | Recon.33 |                                                                    |               |
| 20 | Les carnavals de la vallée du Viroin                            | pratiques sociales, rituels et événements festifs            | Vierves-sur-Viroin, Treignes et Olloy-sur-Viroin (Viroinval) Province de Namur          |                              | 2012                        | Recon.34 |                                                                    |               |
| 21 | La culture du carillon                                          | savoir-faire liés à l’artisanat traditionnel                 |                                                                                         |                              | 2012                        | Recon.35 |                                                                    |               |
| 22 | La culture de la bière                                          | savoir-faire liés à l’artisanat traditionnel                 |                                                                                         |                              | 2012                        | Recon.36 | 2016 Patrimoine culturel immatériel de l'humanité                  |               |
| 23 | L'art de la marionnette à tringle                               | savoir-faire liés à l’artisanat traditionnel                 | Liège Province de Liège Mons Province de Hainaut Bruxelles Région de Bruxelles-Capitale |                              | 2013                        | Recon.37 |                                                                    |               |
| 24 | Le Chaudeau de Wespes                                           | pratiques sociales, rituels et événements festifs            | Wespes (Fontaine-l'Évêque) Province de Hainaut                                          |                              | 2014                        | Recon.38 |                                                                    |               |
| 25 | La société royale Les Chinels                                   | pratiques sociales, rituels et événements festifs            | Fosses-la-Ville Province de Namur                                                       | 1858                         | 2014                        | Recon.39 |                                                                    |               |
| 26 | L'art des sonneurs de trompe                                    | savoir-faire liés à l’artisanat traditionnel                 |                                                                                         |                              | 2016                        | Recon.40 | 2020 Patrimoine culturel immatériel de l'humanité                  |               |
| 27 | La culture Fritkot belge                                        | savoir-faire liés à l’artisanat traditionnel                 |                                                                                         |                              | 2016                        | Recon.41 |                                                                    |               |
| 28 | Le grand feu de Barbençon                                       | pratiques sociales, rituels et événements festifs            | Barbençon (Beaumont) Province de Hainaut                                                |                              | 2018                        | Recon.42 |                                                                    |               |
| 29 | Le cramignon                                                    | pratiques sociales, rituels et événements festifs            | Basse-Meuse Province de Liège                                                           |                              | 2019                        | Recon.43 |                                                                    |               |
| 30 | Le grand tour Saint-Vincent                                     | pratiques sociales, rituels et événements festifs            | Soignies Province de Hainaut                                                            |                              | 2020                        | Recon.44 |                                                                    |               |
| 31 | La culture vivante de la fête foraine                           | pratiques sociales, rituels et événements festifs            | Wallonie et Bruxelles                                                                   |                              | 2021                        | Recon.45 | 2024 Patrimoine culturel immatériel de l'humanité                  |               |
| 32 | La fête de Saint-Mard                                           | pratiques sociales, rituels et événements festifs            | Saint-Mard (Virton) Province de Luxembourg                                              |                              | 2021                        | Recon.46 |                                                                    |               |
| 33 | Arts et culture du cirque traditionnel itinérant                | pratiques sociales, rituels et événements festifs            | Wallonie et Bruxelles                                                                   |                              | 2021                        | Recon.47 |                                                                    |               |
| 34 | L'art de la construction en pierre sèche                        | savoir-faire liés à l’artisanat traditionnel                 | Wallonie                                                                                |                              | 2021                        | Recon.48 |                                                                    |               |
| 35 | La pratique du Code Morse                                       |                                                              | Wallonie et Bruxelles                                                                   |                              | 2021                        | Recon.49 |                                                                    |               |
| 36 | L'abissage                                                      | savoir-faire liés à l’artisanat traditionnel                 | Wallonie (Ardenne)                                                                      |                              | 2021                        | Recon.50 | 2023 Patrimoine culturel immatériel de l'humanité                  |               |
| 37 | Le Lapin du Lundi perdu                                         | pratiques sociales, rituels et événements festifs            | Tournai Province de Hainaut                                                             |                              | 2021                        | Recon.51 |                                                                    |               |
| 38 | La Grande Procession de Tournai                                 | pratiques sociales, rituels et événements festifs            | Tournai Province de Hainaut                                                             |                              | 2021                        | Recon.52 |                                                                    |               |
| 39 | Tradition du corso fleuri en papier crépon                      | pratiques sociales, rituels et événements festifs            | Florenville Province de Luxembourg                                                      |                              | 2022                        | Recon.53 |                                                                    |               |
| 40 | Le crossage à l'tonne                                           | pratiques sociales, rituels et événements festifs            | Chièvres Province de Hainaut                                                            |                              | 2023                        | Recon.54 |                                                                    |               |
| 41 | Le goûter matrimonial d'Écaussinnes                             | pratiques sociales, rituels et événements festifs            | Écaussinnes Province de Hainaut                                                         | 1903                         | 2023                        | Recon.55 |                                                                    |               |
| 42 | La balle pelote                                                 | pratiques sociales, rituels et événements festifs            | Province de Hainaut Province de Namur Province du Brabant wallon                        |                              | 2023                        | Recon.57 |                                                                    |               |
| 43 | Le pèlerinage annuel à Foy-Notre-Dame, au départ de Rochefort   | pratiques sociales, rituels et événements festifs            | Rochefort Foy-Notre-Dame Province de Namur                                              |                              | 2023                        | Recon.56 |                                                                    |               |
| 44 | Les Faaschtebounen d'Arlon                                      | pratiques sociales, rituels et événements festifs            | Arlon Province de Luxembourg                                                            |                              | 2024                        | Recon.58 |                                                                    |               |
| 45 | Le savoir-faire du métier de licier en haute-lice à Tournai     | savoir-faire liés à l’artisanat traditionnel                 | Tournai Province de Hainaut                                                             |                              | 2024                        | Recon.59 |                                                                    |               |
| 46 | Rivalité amicale dans les carnavals de l’Ardenne liégeoise      | pratiques sociales, rituels et événements festifs            | Jalhay Province de Liège                                                                |                              | 2024                        | Recon.60 |                                                                    |               |
| 47 | Savoir-faire liés à la culture du tabac de la Semois            | savoir-faire liés à l’artisanat traditionnel                 | Vallée de la Semois et alentours Province de Namur Province de Luxembourg               |                              | 2024                        | Recon.61 |                                                                    |               |
| 48 | Apprentissage et usage du Braille                               |                                                              | Wallonie et Bruxelles                                                                   |                              | 2025                        | Recon.62 |                                                                    |               |

## Source et lien externe
- Site du patrimoine culturel